# Marshfield (Missouri)
Pour les articles homonymes, voir Marshfield.
La ville de Marshfield est le siège du comté de Webster, situé dans l'État du Missouri, aux États-Unis. Lors du recensement de 2010, sa population s’élevait à 6 633 habitants.

## Personnalités liées à la ville
- Edwin Hubble, né le 20 novembre 1889 à Marshfield, astronome américain ;
- Robert Galvin, né le 9 octobre 1922 à Marshfield, homme d'affaires américain.